# Biyomon
Biyomon (ピヨモン?, Piyomon) è un Digimon di livello intermedio del media franchise giapponese Digimon, che comprende anime, manga, giocattoli, videogiochi, carte collezionabili ed altri media.
"Biyomon" è il nome che condividono tutti i membri di questa particolare specie Digimon. Ci sono numerosi Biyomon diversi che appaiono in varie serie anime e manga di Digimon.
L'apparizione più conosciuta di Biyomon è quella nell'anime Digimon Adventure come Digimon partner di Sora Takenouchi.
Il Biyomon di Digimon Adventure appare anche nella serie sequel Digimon Adventure 02 e in tutti i film relativi ad Adventure e Adventure 02. Compare inoltre in Digimon Adventure tri.
La sua specie appartiene alla classe dei Digimon volatili.
Biyomon è doppiata in giapponese da Atori Shigematsu e in italiano da Giò Giò Rapattoni.

## Aspetto e caratteristiche
Il nome "Biyomon" (in originale Piyomon) proviene parzialmente dall'onomatopea giapponese "piyopiyo", indicante il cinguettio degli uccelli e dal suffisso "-mon" (abbreviazione di monster) che tutti i Digimon hanno alla fine del loro nome. Il significato del nome "Biyomon" è quindi "mostro che cinguetta".
Biyomon assomiglia ad un grosso uccello rosa con la punta delle piume della testa e della coda colorata di blu. Ha occhi azzurri e tre artigli rossi alle estremità di zampe e ali. Anche il becco è di color rosso. Sulla testa ha una sorta di antenna arricciata, di trama rosa e blu: la sua utilità è però sconosciuta. Infine, un anello metallico costituisce una cavigliera che Biyomon porta alla zampa sinistra.
Può muovere le sue ali con abilità per afferrare oggetti, ma la sua abilità di volo è invece scarsa. Grazie alle grosse zampe che le consentono di stare in posizione eretta, Biyomon trascorre la maggior parte del suo tempo a terra, ma vola via nel cielo al primo accenno di pericolo.

## Apparizioni
Biyomon appare per la prima volta nella sua forma al livello primo stadio, Yokomon. Digievolve per la prima volta al livello intermedio quando i Digiprescelti vengono attaccati da un Kuwagamon. Biyomon successivamente digievolve in Birdramon, quindi, grazie alla Digipietra dell'Amore di Sora, in Garudamon. Nella versione giapponese dell'anime, ed anche all'inizio di quella italiana, Biyomon spesso parla in terza persona. Dice "Sora è" quando normalmente qualcuno direbbe "Tu sei" ed inoltre si riferisce anche a sé stessa in terza persona.
Biyomon compare anche nella stagione sequel Digimon Adventure 02. In questa stagione, Biyomon ha perso il potere di superdigievolvere Garudamon. Quando l'Imperatore Digimon inizia la sua opera di conquista di Digiworld, Biyomon è tra i Digimon partner originali che aiutano più spesso i nuovi Digiprescelti. Come molti dei Digimon partner della prima stagione, diventa quindi protettrice di una determinata area di Digiworld. Biyomon appare successivamente nel mondo reale durante la puntata speciale di Natale come "regalo" per i Digiprescelti originali da parte di Davis e degli altri nuovi Digiprescelti. Grazie al potere di uno dei dodici Digicuori Iridescenti di Azulongmon, Biyomon riguadagna l'abilità di superdigievolvere.
In Digimon Adventure tri. Biyomon e gli altri Digimon e Digiprescelti della prima generazione tornano nel ruolo di protagonisti e sono chiamati a difendere il mondo reale dagli attacchi dei Digimon infetti.

## Altre forme
Il nome "Biyomon" si riferisce solo alla forma di livello intermedio di questo Digimon. Durante la serie, Biyomon riesce a digievolvere in un certo numero di forme più potenti, ognuna con nome ed attacchi speciali diversi. Tuttavia, il livello intermedio è la sua forma di preferenza, nonché quella in cui passa la maggior parte del tempo, a causa della più alta quantità di energia richiesta per rimanere ad un livello più alto.

### Nyokimon
Nyokimon (ニョキモン?) è la forma al livello primario di Biyomon. Nyokimon è un piccolo seme nero con due foglie verdi germogliate sulla sua testa. Il suo nome proviene dalla parola giapponese "nyokinyoki", che significa "piante che germogliano l'una dopo l'altra". "Nyokimon" vuole quindi dire "mostro simile a piante che germogliano l'una dopo l'altra".
Nyokimon appare in Digimon Adventure come forma al livello primario di Biyomon durante un flashback di quando le Digiuova dei Digimon partner si schiusero sull'Isola di File.

### Yokomon
Yokomon (ピョコモン?, Pyocomon) è la forma al livello primo stadio di Biyomon. Il nome "Yokomon" viene da "Youkou", una parola giapponese che indica un colore verde-bluastro. "Yokomon" significa quindi "mostro verde-bluastro". Yokomon è molto simile ad un ravanello con un fiore giallo-bluastro sulla testa.
Biyomon appare in questa forma in "Vacanze estive" quando incontra Sora per la prima volta. Yokomon presto digievolve Biyomon per proteggere Sora da Kuwagamon. Da allora, Yokomon appare solo quando Biyomon regredisce da Garudamon.

### Birdramon
Birdramon (バ-ドラモン?) è un uccello simile ad una fenice, Digievoluzione al livello campione di Biyomon. Il suo nome proviene dalle parole inglesi "bird" e "dra", diminutivo di dragon, che significano rispettivamente "uccello" e "drago". "Birdramon" significa quindi "mostro simile ad un uccello drago".
Biyomon digievolve Birdramon per la prima volta nell'episodio "Sora in pericolo" per difendere il villaggio degli Yokomon da Meramon, controllato da un Ingranaggio Nero. Compare anche per combattere contro Devimon, Etemon, Myotismon ed i Padroni delle Tenebre. Biyomon digievolve Birdramon anche in Adventure 02 per aiutare a distruggere gli Obelischi di Controllo dell'Imperatore Digimon e in Adventure tri. per affrontare i Kuwagamon infetti e Alphamon.

### Garudamon
Garudamon (ガルダモン?) è la forma al livello evoluto di Biyomon. Il suo nome deriva da una creatura mitologica hindu, il Garuḍa. Garudamon fa la sua prima apparizione quando Myotismon in persona si presenta ai Digiprescelti.
In "Garudamon, ali gloriose!", Biyomon, indebolita da un attacco di DemiDevimon, è tuttavia fermamente determinata a proteggere Sora. Il rifiuto di Sora a lasciarla combattere fa comprendere alla ragazza che lei conosce l'amore e sa bene cosa sia: è il forte sentimento che prova per Biyomon e per sua madre. Quando Birdramon viene colpita dalla Frusta di Fuoco di Myotismon, Sora corre verso di lei gridando di volerle bene. Ciò fa brillare la sua Digipietra e Birdramon riesce a digievolvere Garudamon, che riesce a fermare Myotismon e a permettere ai Digiprescelti di fuggire. Durante la battaglia con i Padroni delle Tenebre, è Garudamon a distruggere il martello di Puppetmon.
Quando Sora usa il potere della sua Digipietra per liberare i Digimon Supremi, Biyomon perde il potere di divenire Garudamon per tre anni, finché Azulongmon dona uno dei suoi dodici Digicuori Iridescenti ai Digimon prescelti. Ciò permette loro di tornare a superdigievolvere al livello evoluto. Garudamon appare stavolta a Mosca, intenta ad aiutare i Digiprescelti russi a combattere contro uno sciame di Flymon e una mandria di Mammothmon.

### Hououmon
Hououmon (ホウオウモン?) è la forma al livello mega di Biyomon. Il suo nome deriva dall'uccello leggendario della mitologia cinese, il Fenghuang (in giapponese 鳳凰, hou-ou). Nella versione americana tale forma è stata ribattezzata Phoenixmon, dalla fenice, uccello mitologico con caratteristiche simili al Fenghuang. Hououmon fa la sua prima apparizione nel quarto film della serie Digimon Adventure tri.. Dopo il reboot di Digiworld, Biyomon, come i compagni, ha perso i propri ricordi ed è ostile nei confronti di Sora, che vorrebbe riallacciare il rapporto. Durante la battaglia finale contro Machinedramon, Biyomon viene catturata dal nemico e Sora si aggrappa a lui nel tentativo di salvarla, venendo, però, colpita ripetutamente. Mossa dal gesto altruista della ragazza, Biyomon digievolve tutti i livelli fino a diventare Hououmon, portando in salvo Sora e, con l'aiuto di Seraphimon e HerculesKabuterimon, riesce a sconfiggere il nemico.

## Character song
Biyomon ha come image song la canzone "Watashi no Gosenfu" ("La mia vera musica") ed un'altra con Sora Takenouchi (Yuko Mizutani) chiamata "Futari de Habatakeba" ("Se voliamo insieme"). In Digimon Adventure Tri. ne possiede una seconda, intitolata "Heart wo Sagase".

## Accoglienza
Twinfinite ha classificato Biyomon come il settimo miglior Digimon dei Digiprescelti originali. Jeremy Gill di ReelRundown ha classificato Hououmon come la sesta miglior Megadigievoluzione dei Digimon originali. Anthony Mazzuca ci CBR ha considerato Biyomon come il nono personaggio principale più forte.